# 澳門巴士12路線
澳門巴士12路線是由澳巴經營，往返永寧廣場和外港碼頭的巴士路線。

## 簡介及歷史
- 1985年12月17日，本線投入服務。

- 1986年，本線延伸至紅街市。

- 1987年7月28日，不再途經美副將、劏狗環，而改經望廈、澳廣視、塔石、水坑尾。

- 1988年，不再以循環線形式運作，並以祐漢作總站，且由中巴改為小巴。

- 1995年，總站由祐漢總站遷至順景廣場總站。

- 2007年6月20日，本線大幅修改行程，不再途經北京街、倫敦街、理工學院等路段，改行經仙德麗街、城市日大馬路、孫逸仙大馬路。[1][2]

- 2009年4月6日起，為方便市民，在澳門漁人碼頭內增設「孫逸仙大馬路／漁人碼頭」站。[3][4]

- 2010年1月25日起，配合澳門科學館開幕，新增停靠「澳門科學館」站。[5]

- 2014年3月1日起，取消繞經看台街及永寧廣場，改由長壽大馬路經中心街、菜園路往順景廣場，藉以減少路線的彎繞度，提升運轉效率。[6]

- 2016年5月28日，本線轉用大巴行駛，而受道路條件所限，大巴停靠「孫逸仙大馬路／漁人碼頭」站後難以調頭離開，該站於當日起停用。[7]

- 2016年11月5日，因重整祐漢區巴士站點分佈及路線行程，取消停靠「翡翠廣場」、「祐漢公園」站。[8]

- 2016年12月10日，「順景廣場總站」改名為「永寧廣場總站」。 [9]

- 2017年4月9日，取消停靠“望廈體育館”、“祐漢第二街”站，新增停靠新設的“長壽大馬路／勝意樓”站。[10]

- 2017年7月29日，調整“永寧廣場總站”的落客位置至馬場北大馬路近灣景園路段，並取消停靠“馬場東大馬路”站。[11]

- 2017年12月20日，原「孫逸仙大馬路／漁人碼頭」站週邊道路改善工程完成，更名為“勵庭海景酒店”。

- 2019年5月18日起，改為循環線運作。

- 2020年3月12日起，“水坑尾街”站改名為“水坑尾／天神巷”。[12]

- 2020年4月18日，亞馬喇前地整治土建工程完工，取消停靠「亞馬喇前地」站。

- 2021年10月16日起，為配合望廈總站啟用，取消停靠“黑沙環第五街”站，新增停靠“俾利喇／望德樓”站。[13]

- 2022年3月5日起，因高美士街管線工程關係，暫不停靠「馬六甲街」站，臨時停靠「友誼馬路／海港街」站。[14]

- 2022年6月24日01:00起，因應翡翠廣場實施封控措施，「中心街」站暫停使用。[15]

- 2022年7月11日至17日，因實施「全澳相對靜止管理」措施，本線暫停營運。[16]

- 2022年7月18日至22日，因宣佈延長“相對靜止管理”措施，本線維持上述措施。[17]

- 2022年7月23日起，因“相對靜止管理”結束，本線恢復營運。[18]

- 2022年12月3日起，受外港新填海區25地段公共辦公大樓及外港新填海區12地段公共辦公大樓建造工程開展影響，永久取消停靠“澳門文化中心”、“新口岸／馬德里街”站。[19][20][21]

## 使用車輛
開辦初期：
- 日產civilian小巴

2003年：
- 日野HR1JKEE

2011年8月1日起：
- 五洲龍FDG6920BG
- 五洲龍FDG6920G
- 日野Rainbow HR7JPAE（特見）

2013年夏季起：
- 五洲龍FDG6951G
- 五洲龍FDG6920BG

2016年5月28日起：
- 宇通ZK6128HNGE

2018年12月23日起：
- 宇通ZK6125HNG
- 宇通ZK6128HNGE

2022年2月起：
- 宇通ZK6128HNGE

2022年3月起：
- 宇通ZK6128HNGE
- 宇通ZK6125HNG

2024年2月28日起：
- 宇通ZK6128HGE

2024年3月10日起：
- 宇通ZK6128HGE
- 中通LCK6113SHEVG

2024年4月1日起：
- 中通LCK6113SHEVG

### 特見
- 2023年公益金百萬行期間，曾派出中通LCK6113SHEVG及宇通ZK6128HGE行駛本線。

## 電牌
| 往祐漢方向       | 往祐漢方向 | 往祐漢方向 |
| 日期             | 頭牌       | 圖例       |
| ---------------- | ---------- | ---------- |
| 2016年12月10日前 | 順景廣場   |            |
| 2016年12月10日後 | 永寧廣場   |            |
| 往外港碼頭方向   |            |            |
| 日期             | 頭牌       | 圖例       |
| 開線至今         | 外港碼頭   |            |
| 大賽車期間       | 綜藝館     |            |

## 路線資料

### 收費
| 收費類別     | 收費類別                      | 收費類別             | 費用 |
| ------------ | ----------------------------- | -------------------- | ---- |
| 現金         | 現金                          | 現金                 | $6.0 |
| 境外支付工具 | 支付寶（內地及香港）          | 支付寶（內地及香港） | $6.0 |
| 境外支付工具 | 雲閃付 非綁定澳門銀聯卡       |                      | $6.0 |
| 境外支付工具 | 微信支付（內地及香港）        |                      | $6.0 |
| 境外支付工具 | 交通聯合 非澳門發行的全國通卡 |                      | $6.0 |
| 境內支付工具 | 澳門通                        | 全民卡               | $3.0 |
| 境內支付工具 | 澳門通                        | 學生卡               | $1.5 |
| 境內支付工具 | 澳門通                        | 長者卡               | 免費 |
| 境內支付工具 | 澳門通                        | 殘疾卡               | 免費 |
| 境內支付工具 | 聚易用＋                      | 聚易用＋             | $3.0 |

### 服務時間及班距
| 服務時間                     | 服務時間     | 星期一至六  | 星期日 （含公眾假期） |
| ---------------------------- | ------------ | ----------- | --------------------- |
| 永寧廣場總站                 | 永寧廣場總站 | 06:00-23:50 | 06:00-23:50           |
| 班距                         | 尖峰         | 4-10分鐘    | 8-14分鐘              |
| 班距                         | 離峰         | 6-14分鐘    | 8-14分鐘              |
| 懸掛8號風球後1小時開出尾班車 |              |             |                       |

### 路線停站
| 12   | 永寧廣場 ↺ 外港碼頭 | 永寧廣場 ↺ 外港碼頭      | 永寧廣場 ↺ 外港碼頭 |
| 序號 | 循環線              | 循環線                   | 循環線              |
| 序號 | 站號                | 站名                     | 出入境口岸          |
| 1    | M214                | 永寧廣場總站             |                     |
| 2    | M220/2              | 祐漢街市                 |                     |
| 3    | M224                | 永康街／麗華             |                     |
| 4    | M33                 | 俾利喇／望德樓           |                     |
| 5    | M38                 | 望賢樓                   |                     |
| 6    | M104                | 觀音堂                   |                     |
| 7    | M46/1               | 鮑思高球場               |                     |
| 8    | M61/1               | 二龍喉公園               |                     |
| 9    | M73/1               | 得勝花園                 |                     |
| 10   | M270/2              | 塔石體育館               |                     |
| 11   | M153/2              | 水坑尾／公共行政大樓     |                     |
| 12   | M168                | 八角亭                   |                     |
| 13   | M69/1               | 葡京酒店                 |                     |
| 14   | M159                | 總統酒店                 |                     |
| 15   | M262                | 城市日大馬路／波爾圖街   |                     |
| 16   | M259                | 孫逸仙大馬路／金沙       |                     |
| 17   | M255                | 馬六甲街                 |                     |
| 18   | M239/4              | 外港碼頭                 | 外港客運碼頭        |
| 19   | M265                | 漁人碼頭會展中心         |                     |
| 20   | M264                | 勵庭海景酒店             |                     |
| 21   | M266/2              | 澳門科學館               |                     |
| 22   | M257                | 新口岸／文化中心         |                     |
| 23   | M251                | 捐血中心                 |                     |
| 24   | M263                | 仙德麗街                 |                     |
| 25   | M261                | 約翰四世大馬路／馬統領街 |                     |
| 26   | M144/2              | 水坑尾／天神巷           |                     |
| 27   | M76/1               | 盧廉若公園               |                     |
| 28   | M84/2               | 高士德／培正             |                     |
| 29   | M92                 | 俾利喇／高士德           |                     |
| 30   | M39                 | 澳廣視                   |                     |
| 31   | M28/1               | 黑沙環馬路               |                     |
| 32   | M227                | 長壽大馬路／勝意樓       |                     |
| 33   | M244                | 中心街                   |                     |
| 34   | M214/2              | 永寧廣場總站             |                     |

### 賽車期間路線停站
| 12   | 永寧廣場 ↺ 綜藝館 | 永寧廣場 ↺ 綜藝館        |
| 序號 | 循環線            | 循環線                   |
| 序號 | 站號              | 站名                     |
| 1    | M214              | 永寧廣場總站             |
| 2    | M220              | 祐漢街市                 |
| 3    | M224              | 永康街／麗華             |
| 4    | M30               | 黑沙環第五街             |
| 5    | M38               | 望賢樓                   |
| 6    | M104              | 觀音堂                   |
| 7    | M46               | 鮑思高球場               |
| 8    | M61               | 二龍喉公園               |
| 9    | M73               | 得勝花園                 |
| 10   | M270              | 塔石體育館               |
| 11   | M153              | 水坑尾／公共行政大樓     |
| 12   | M173              | 約翰四世大馬路           |
| 13   | M172              | 亞馬喇前地               |
| 14   | M262              | 城市日大馬路／波爾圖街   |
| 15   | M259              | 孫逸仙大馬路／金沙       |
| 16   | M255              | 馬六甲街                 |
| 17   |                   | 綜藝館臨時站             |
| 18   | M264              | 勵庭海景酒店             |
| 19   | M266              | 澳門科學館               |
| 20   | M257              | 新口岸／文化中心         |
| 21   | M251              | 捐血中心                 |
| 22   | M263              | 仙德麗街                 |
| 23   | M261              | 約翰四世大馬路／馬統領街 |
| 24   | M144              | 水坑尾／天神巷           |
| 25   | M76               | 盧廉若公園               |
| 26   | M84               | 高士德／培正             |
| 27   | M92               | 俾利喇／高士德           |
| 28   | M39               | 澳廣視                   |
| 39   | M28               | 黑沙環馬路               |
| 30   | M227              | 長壽大馬路／勝意樓       |
| 31   | M244              | 中心街                   |
| 32   | M214              | 永寧廣場總站             |

- 粗體字為大賽車期間臨時停靠站點

## 客量
- 此路線主要服務港澳碼頭至黑沙環，途經新口岸、高士德一帶，再加上班距較密，故尖峰時段客量不俗，惟離峰時段及例假日客量不高。
- 根據2020年公報，本線在2019年共開出65,210班次，共接載4,888,445人次，平均每班接載75人次。

## 批評

### 澳巴司機被批擅改路線
自從新八佰伴遷址後，位於該處的巴士站客量大減，澳門日報報道12路線巴士司機因此便私自更改行駛路線，不往金沙天橋底和新八佰伴舊址2個巴士站。令候車乘客未能上車。雖然有居民多次向澳巴投訴，可惜接聽電話的職員聽了便算。

### 澳巴標示之服務時間不準確
另外，澳門日報報道讀者投訴，指摘澳巴張貼在巴士站的12路線資料紙列出的尾班車時間是00:03開出，卻等候至00:30都沒有車來，最終搭乘的士往目的地。翌日致電澳巴服務熱線了解情況時，接線員回應指時間表所指的00:03是指由港澳碼頭尾班車發出時間，若是發往新口岸的尾班巴士應是23:35由祐漢發出，並指巴士站張貼的服務時間“僅供參考”，或會因為路面因素有特別修正。該讀者認為澳巴是推卸責任，批評為何新福利的時間表可以詳細清楚列出各個總站的頭班尾班車發車時間，澳巴卻做不到。讀者亦指，澳巴在巴士站張貼誤導性的時間表是欺騙乘客，消費者委員會應該調查，交通事務局亦應該責成澳巴公司即時改善。

## 事故
- 2011年7月25日上午7時左右，一輛行走本線的五洲龍FDG6920BG中巴駛經馬六甲街期間，一間位於澳門國際中心第八座的食店突然發生猛烈氣體爆炸，而爆炸氣浪導致該車輛的車頭擂風玻璃和右邊尾部多個玻璃窗震至粉碎，當時車上有數十名乘客，其中有多名乘客被玻璃碎擊中受傷，巴士司機隨即將車剎停避免嚴重意外發生，而該爆炸事故累計造成至少13人受傷。[24][25][26]

## 圖片集

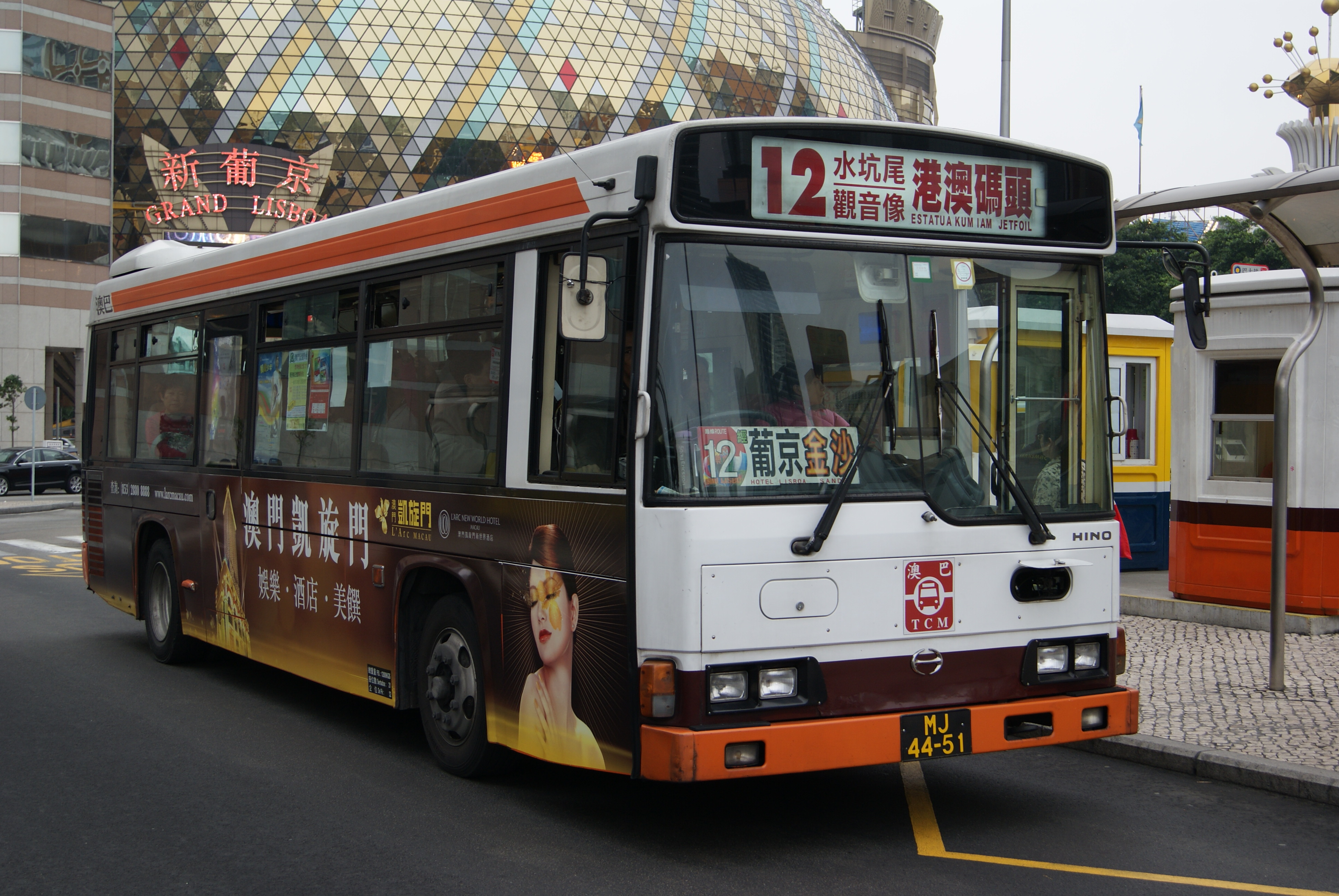
日野Rainbow PK-HR7JPAE
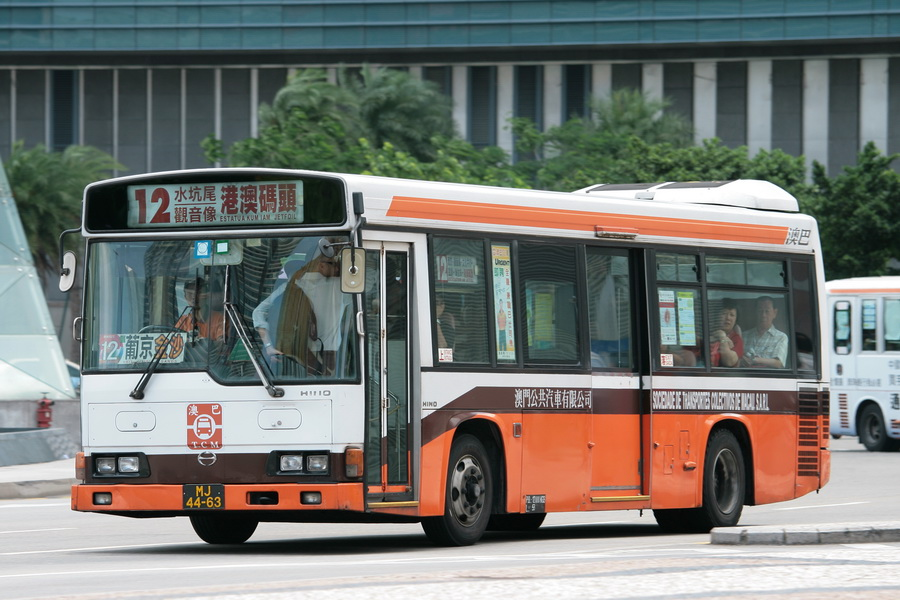
日野Rainbow PK-HR7JPAE
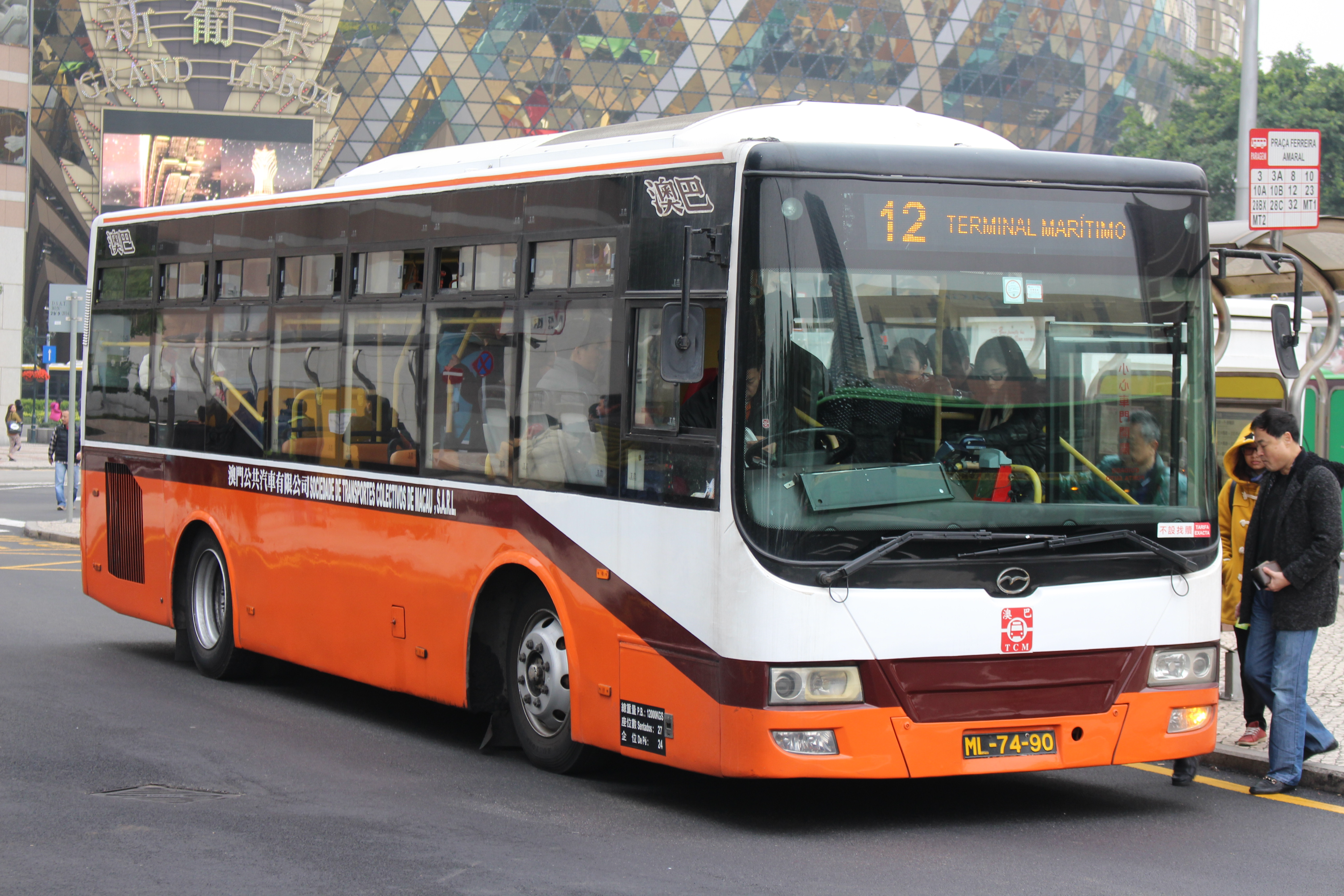
五洲龍FDG6920BG
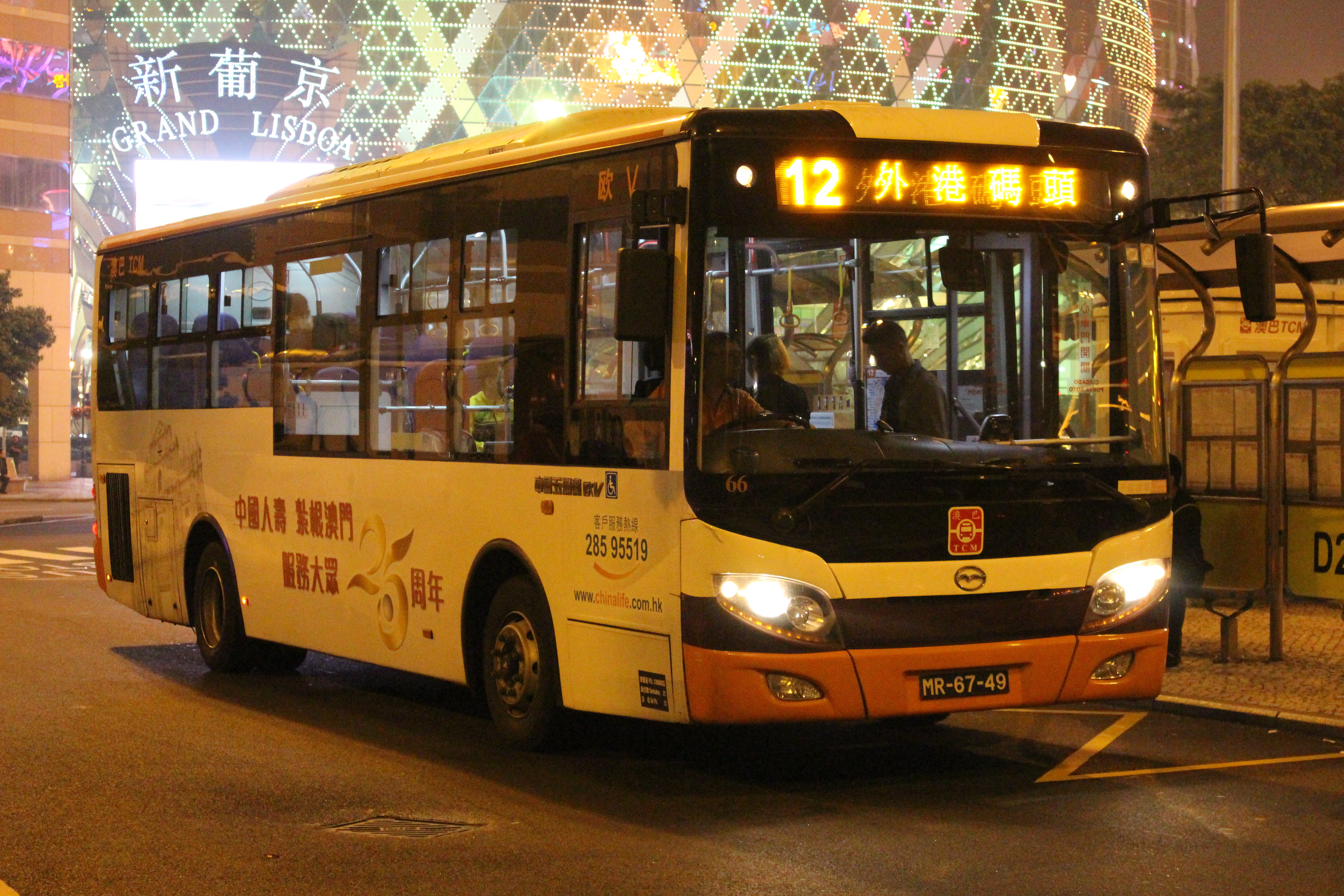
五洲龍FDG6951G
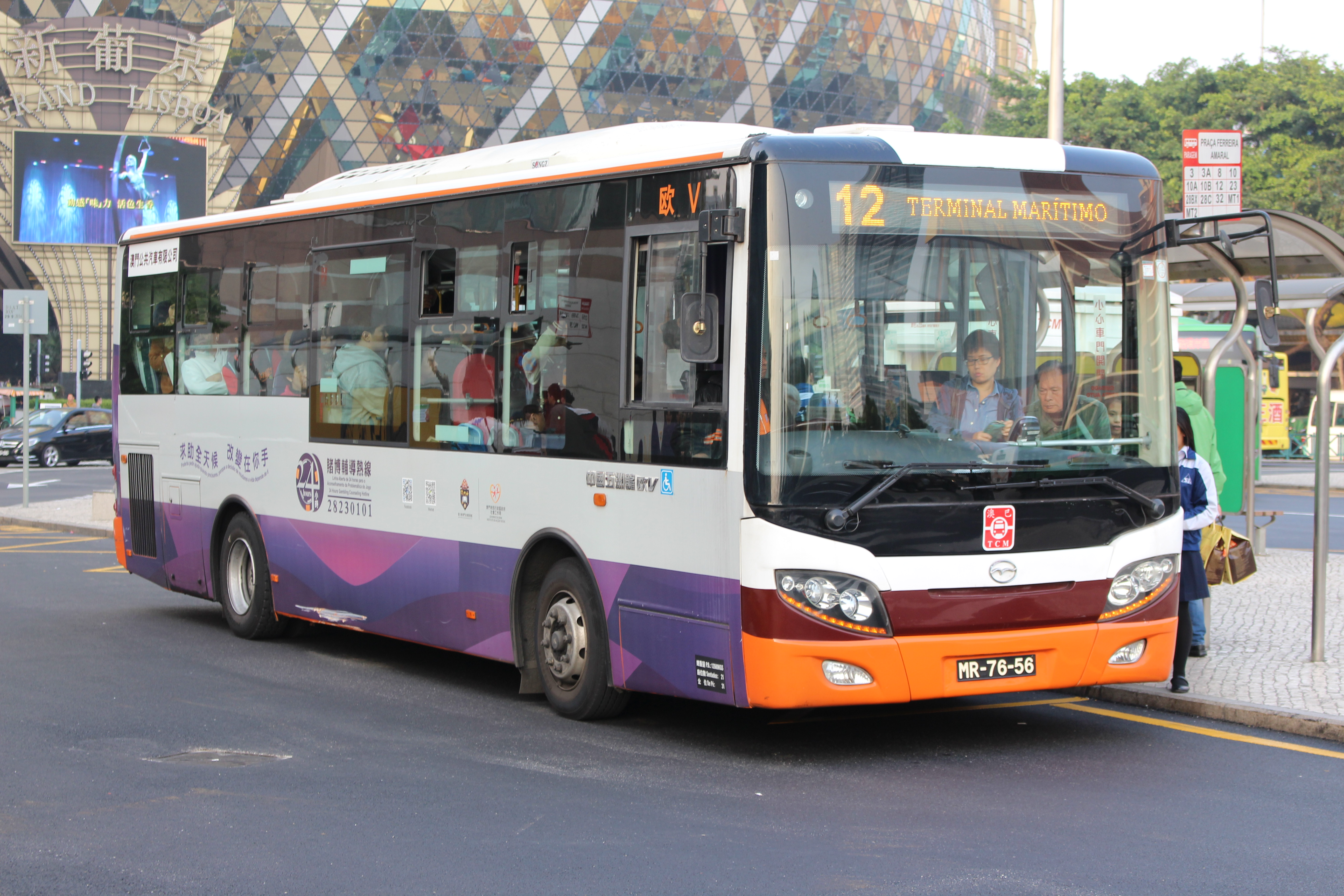
五洲龍FDG6951G
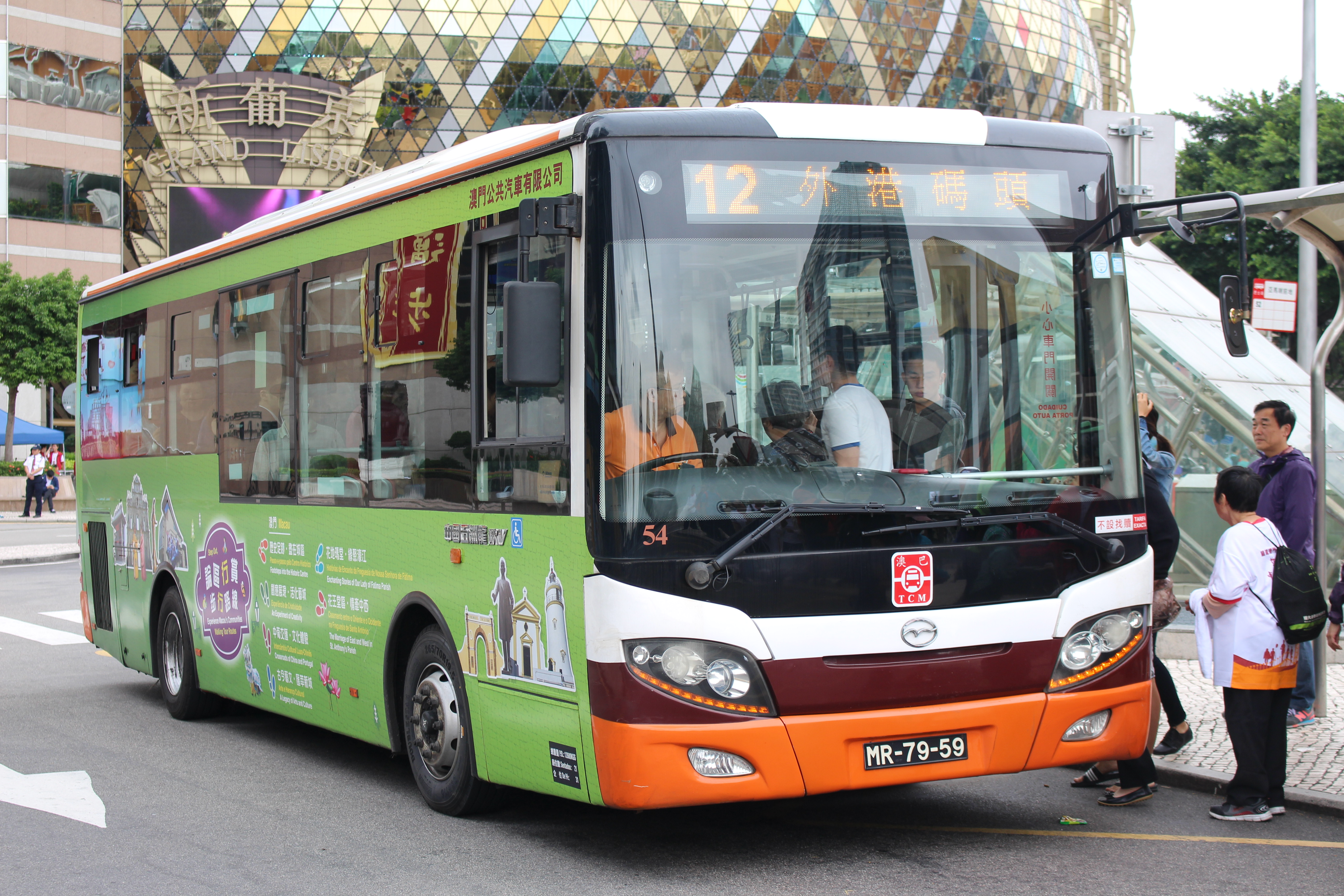
五洲龍FDG6951G
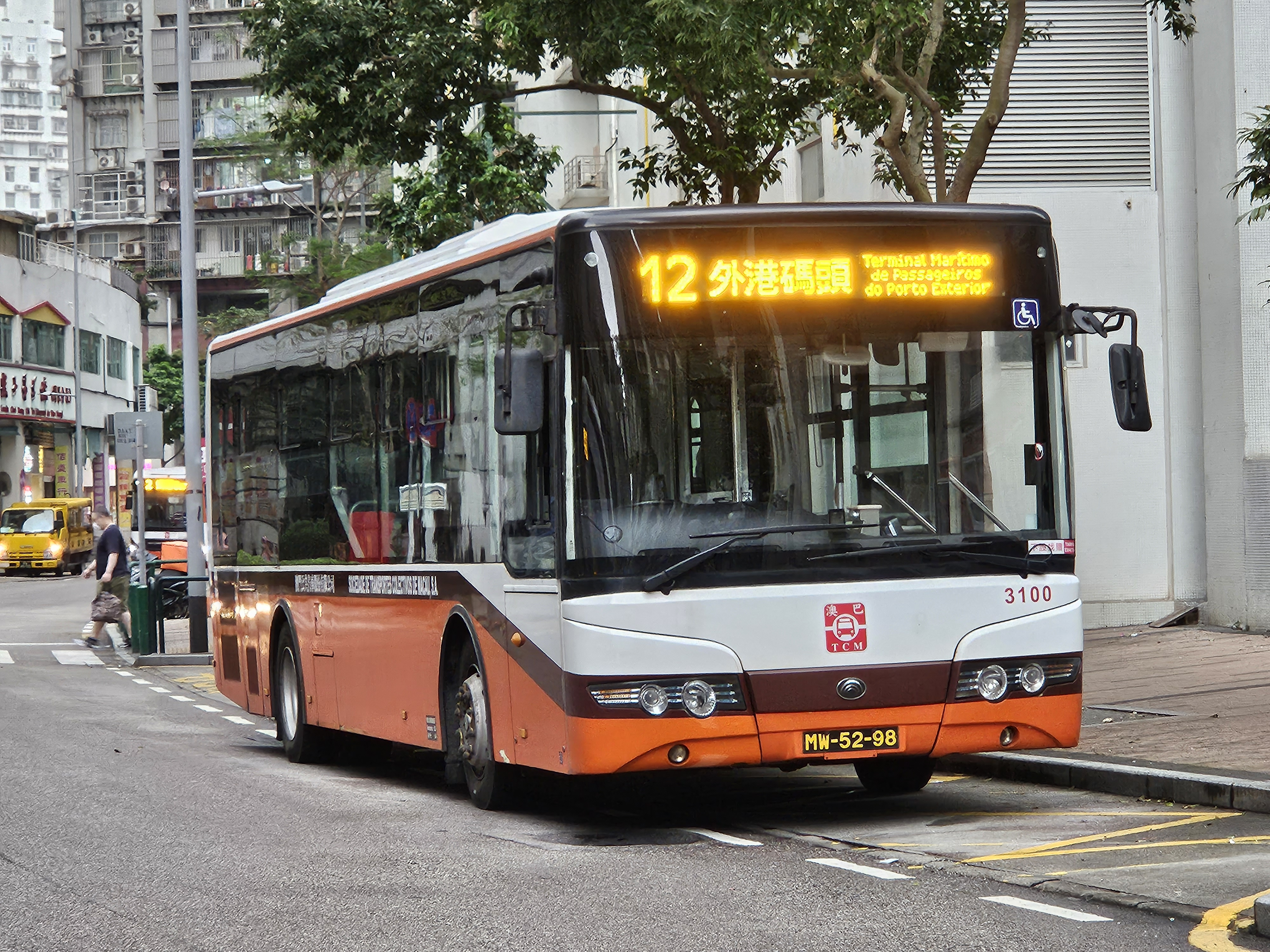
宇通ZK6115HG1
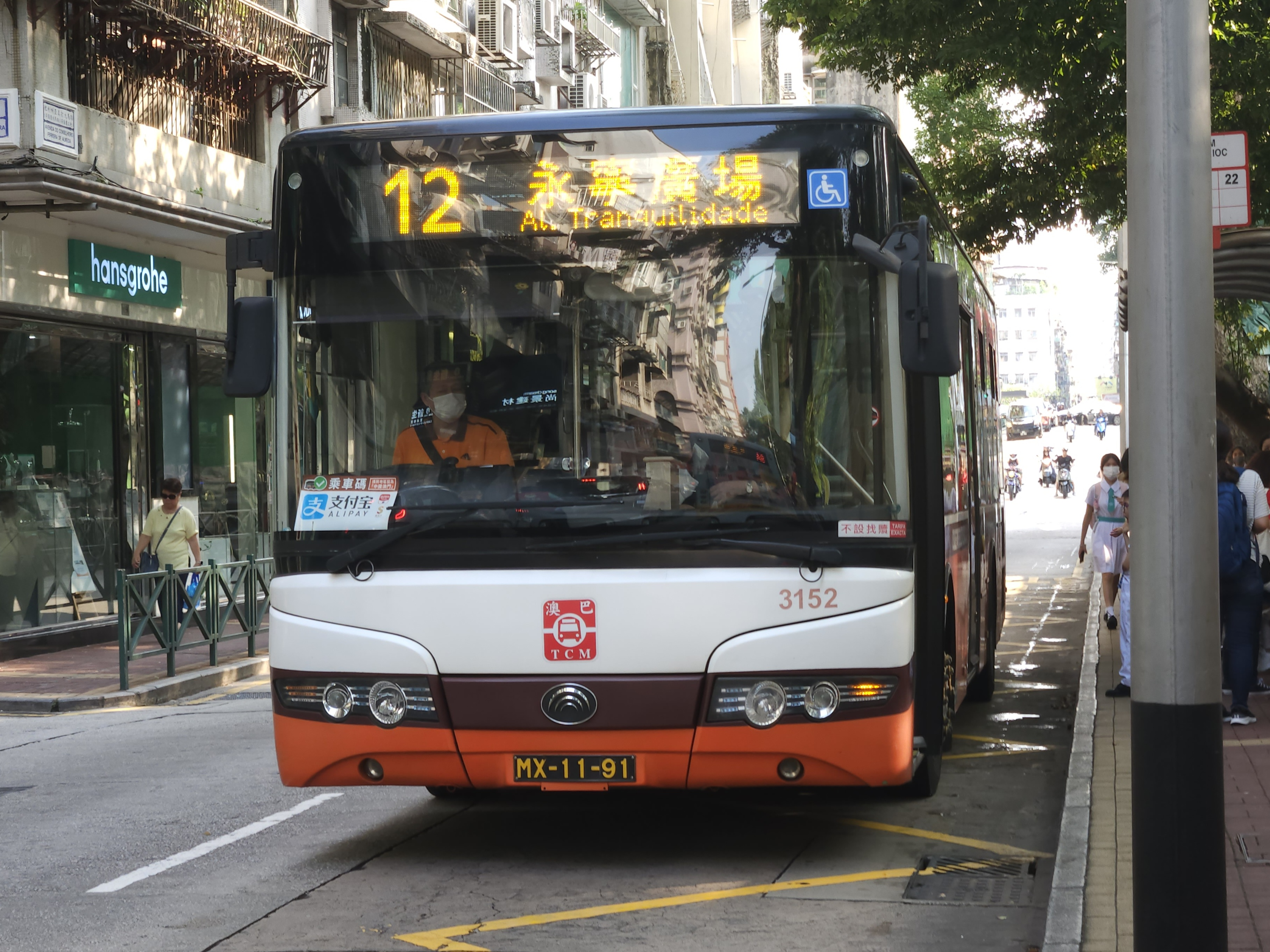
宇通ZK6105HG
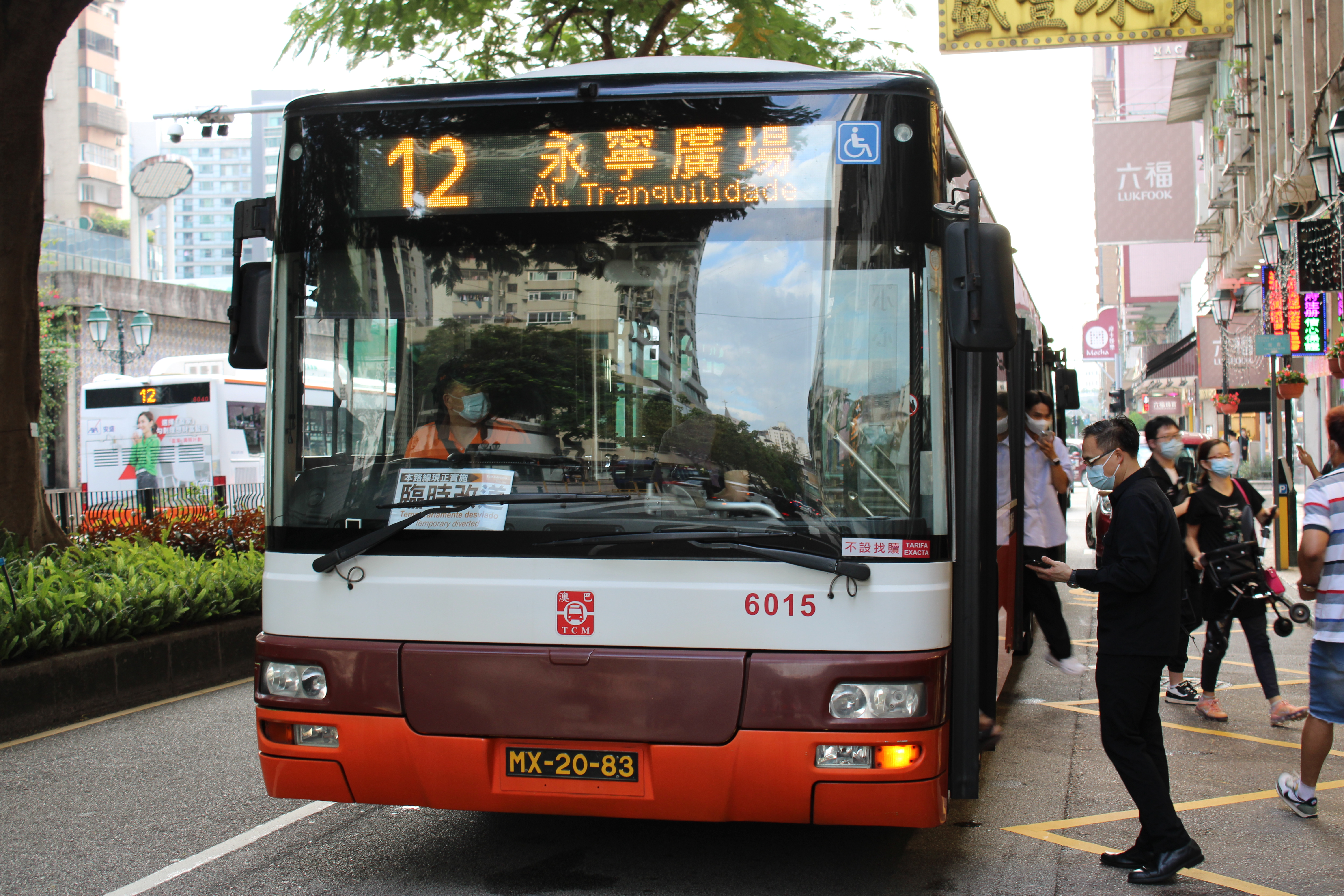
宇通ZK6125HNG
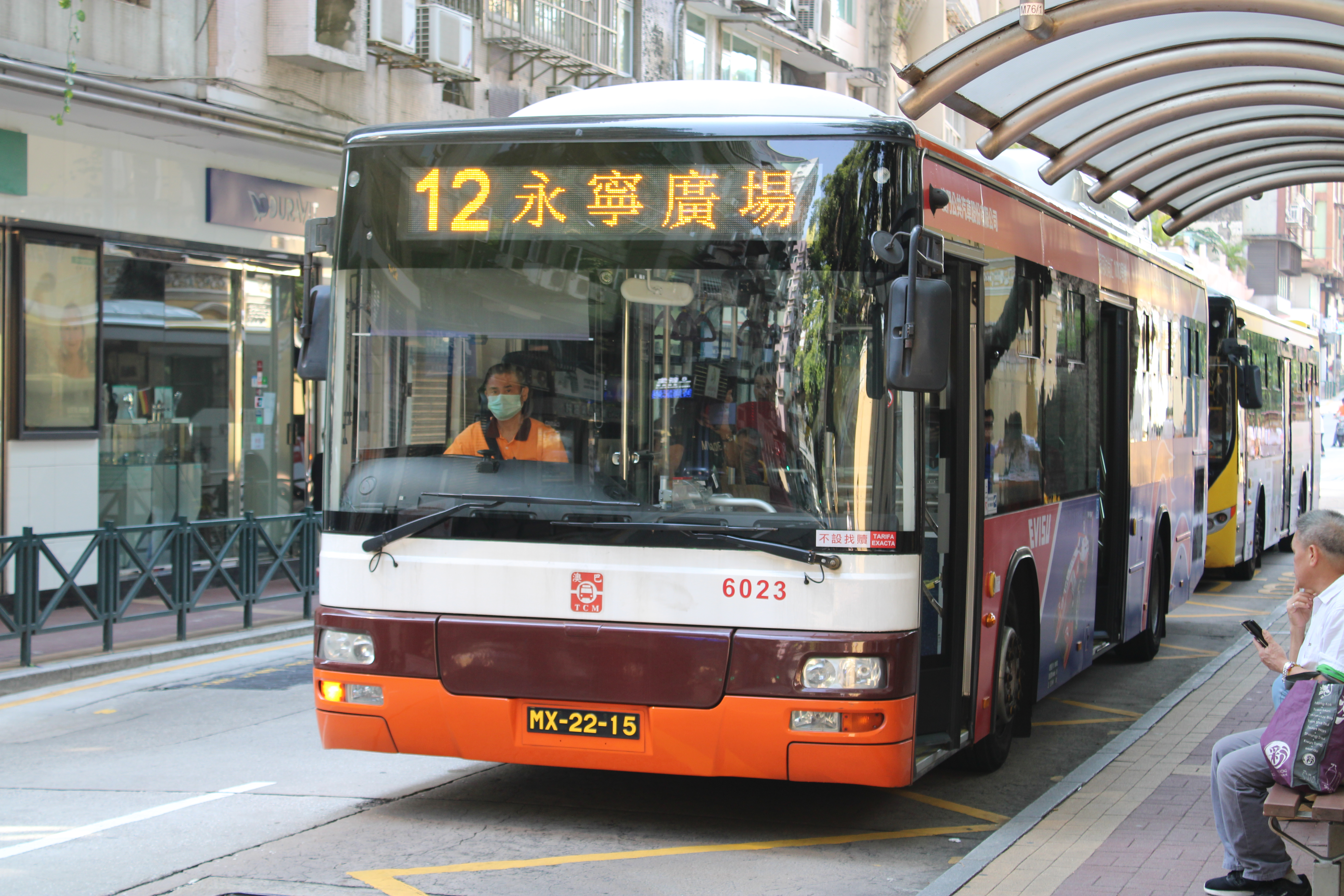
宇通ZK6125HNG
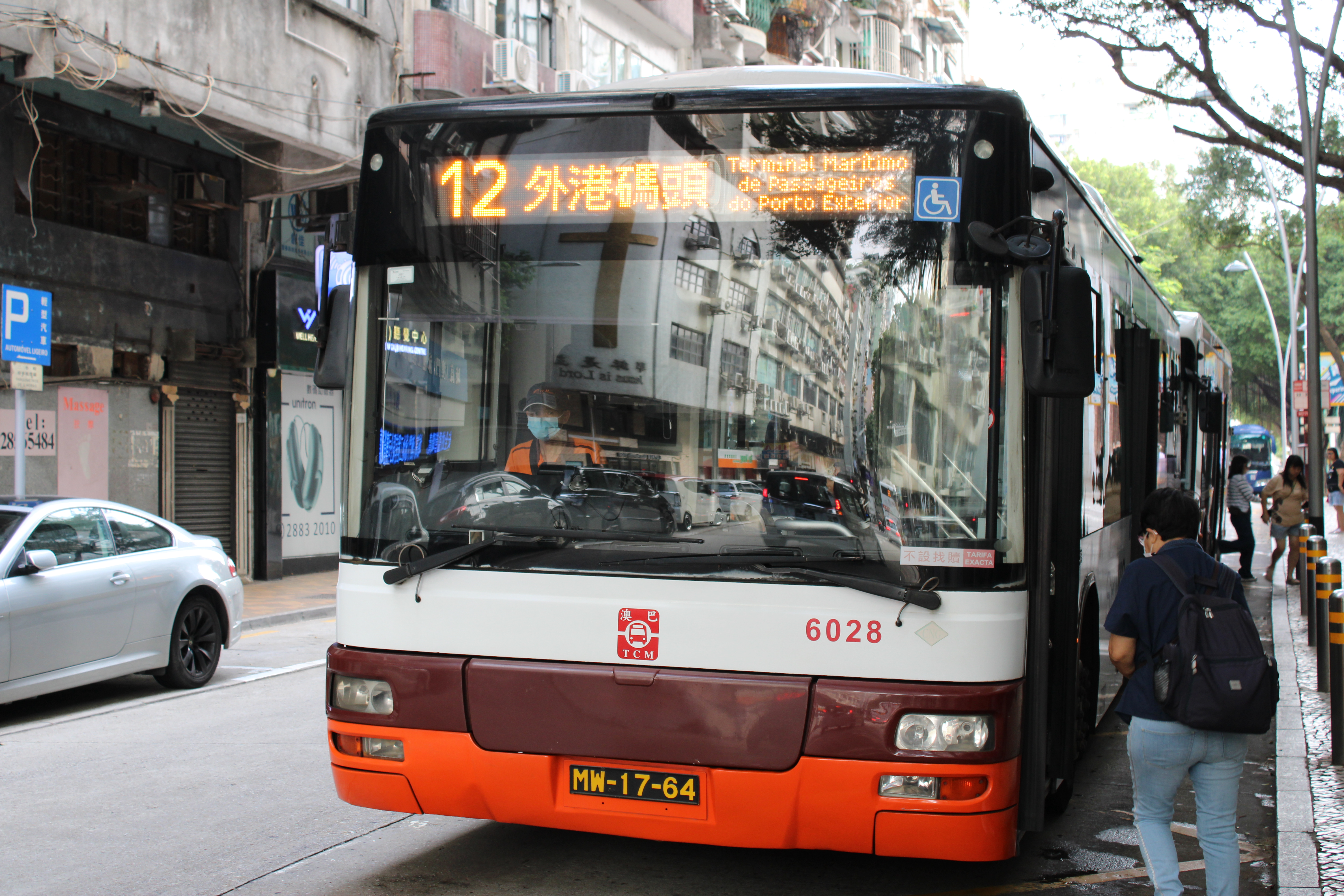
宇通ZK6128HNGE
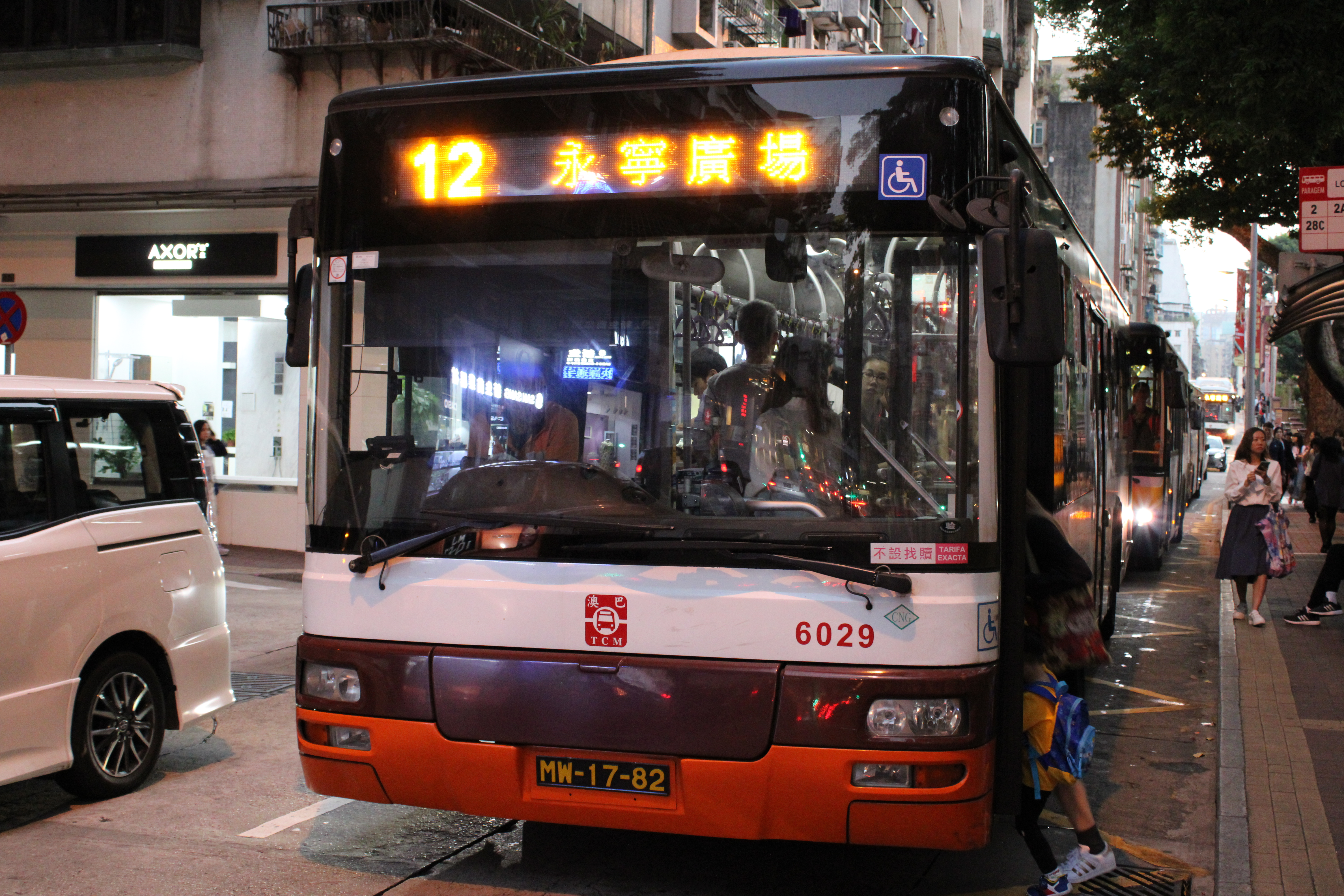
宇通ZK6128HNGE
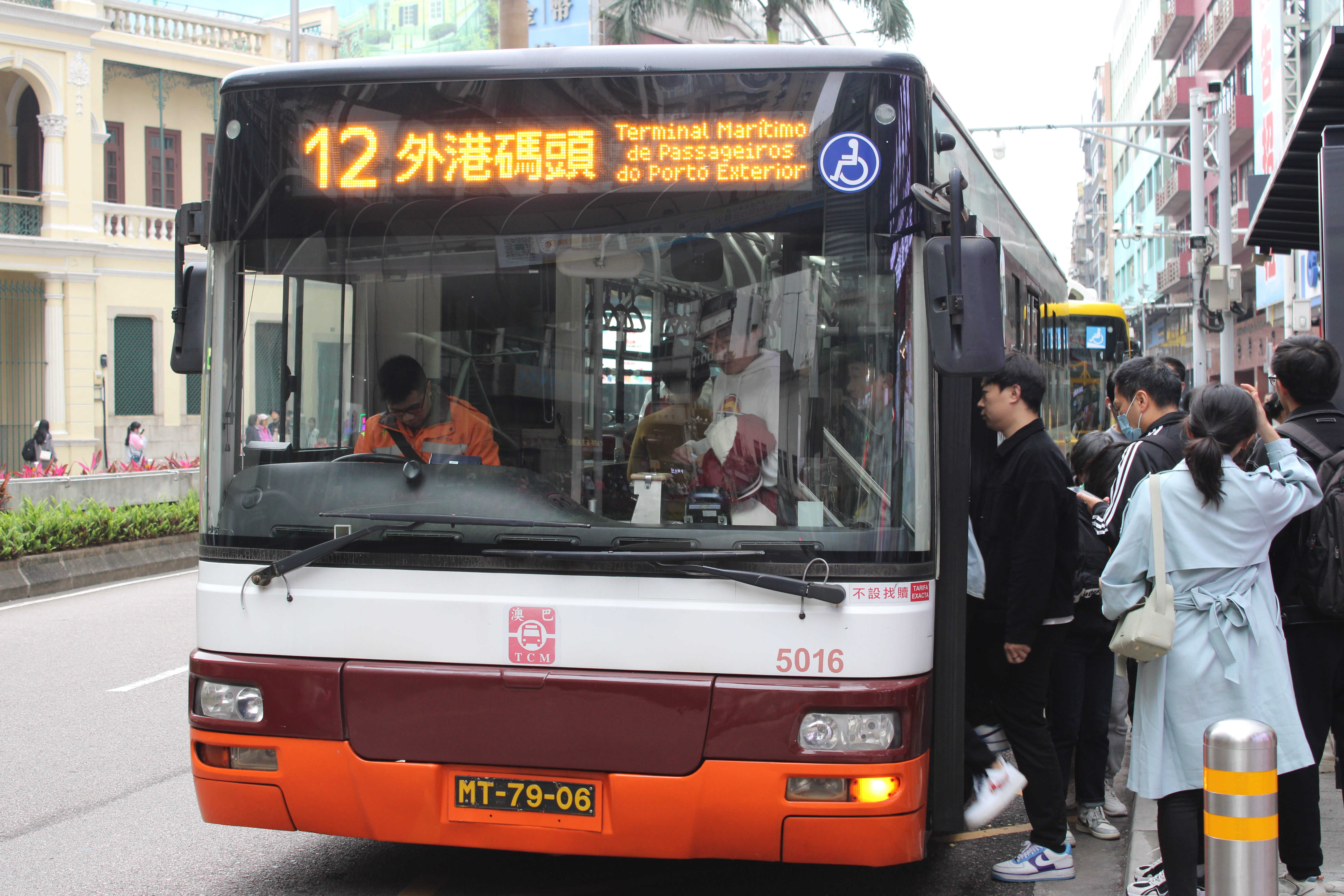
宇通ZK6128HGE
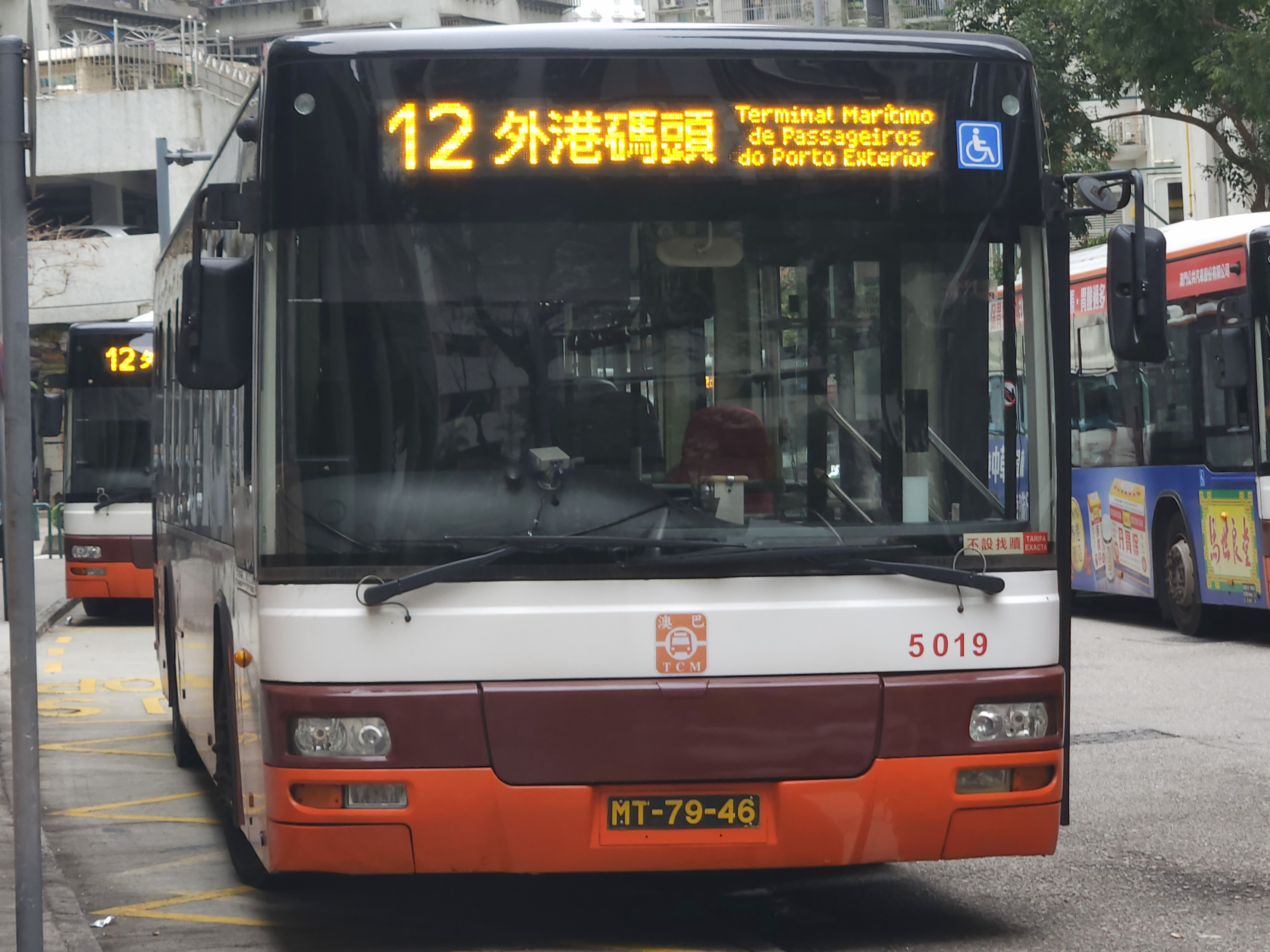
宇通ZK6128HGE
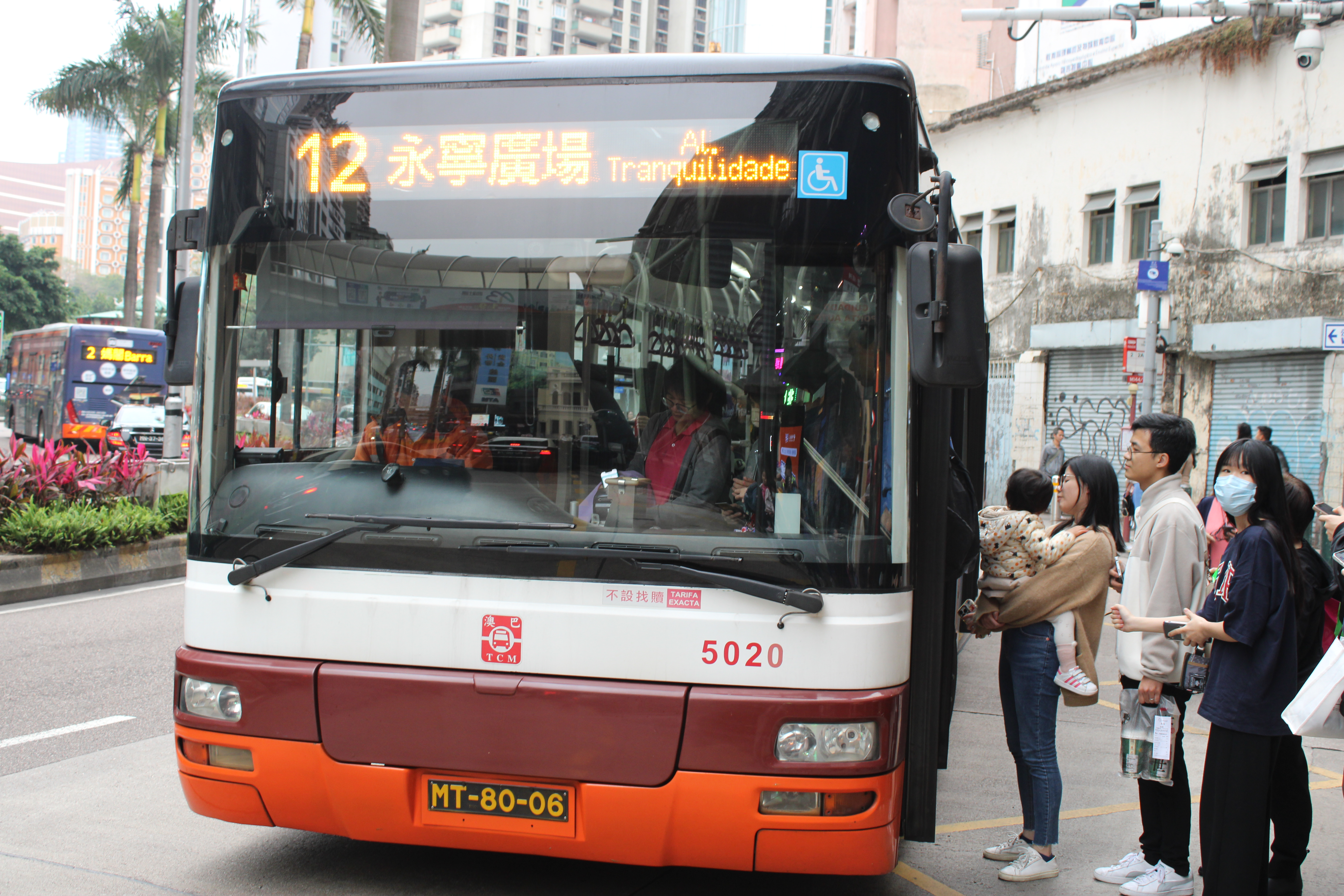
宇通ZK6128HGE
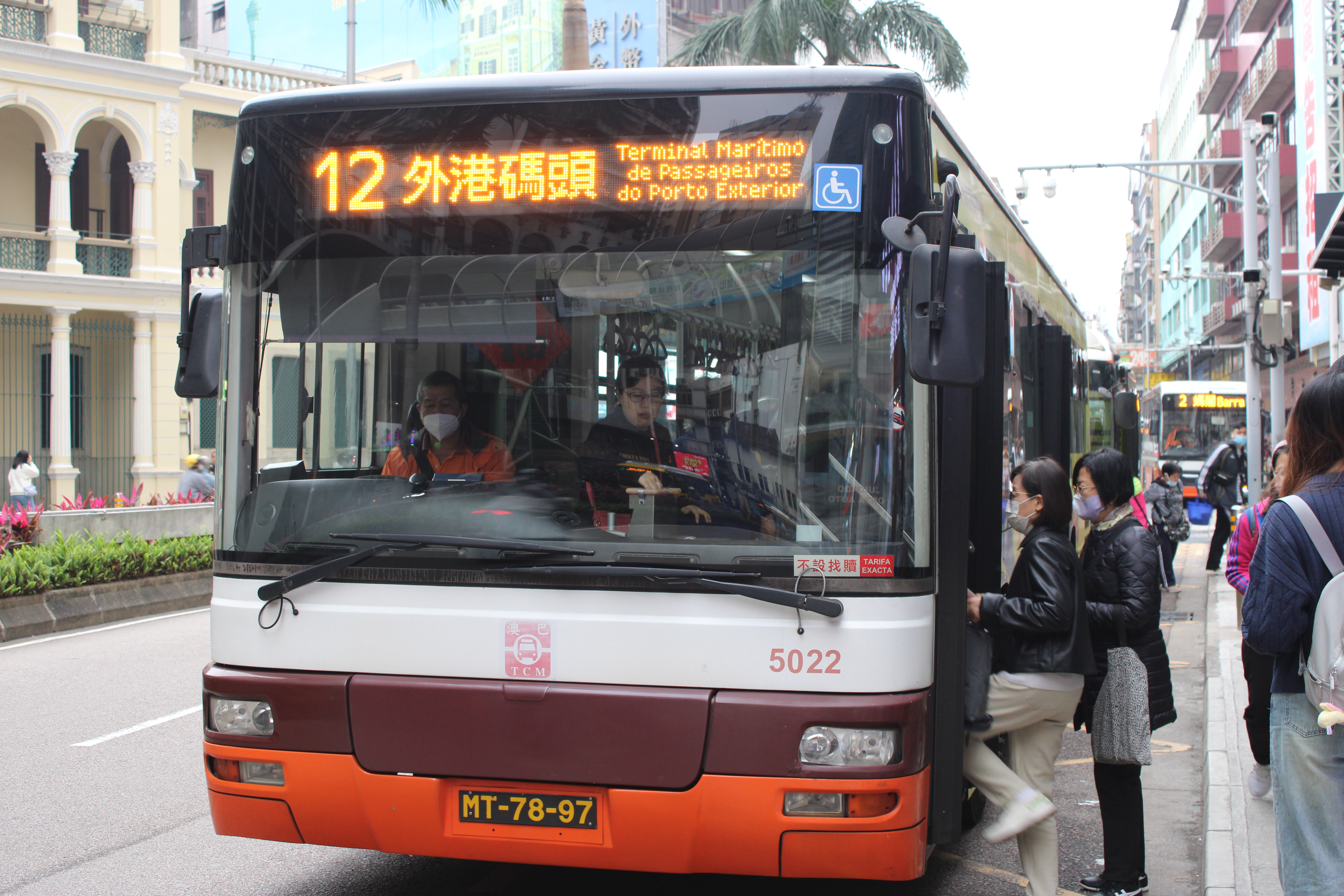
宇通ZK6128HGE
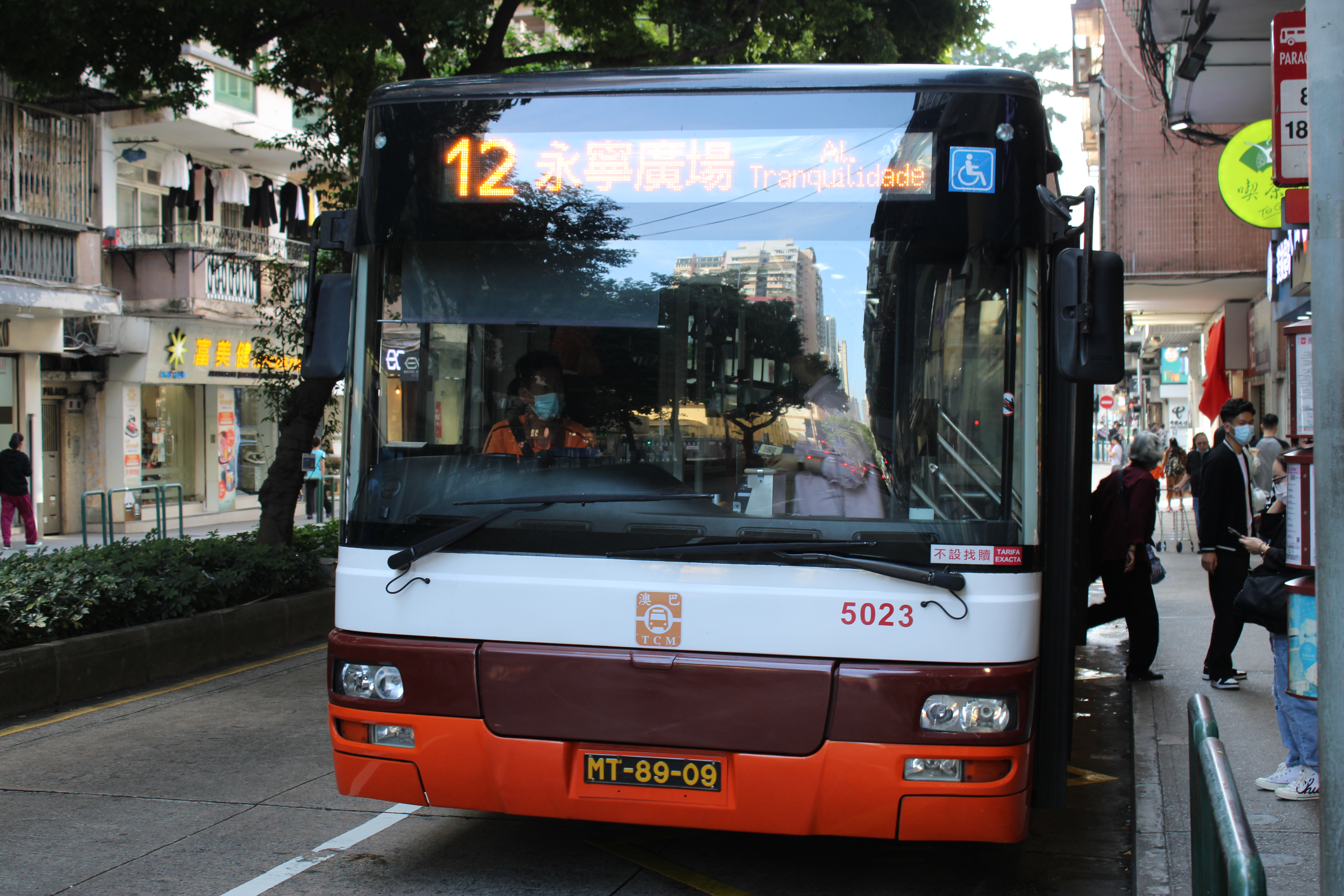
宇通ZK6128HGE
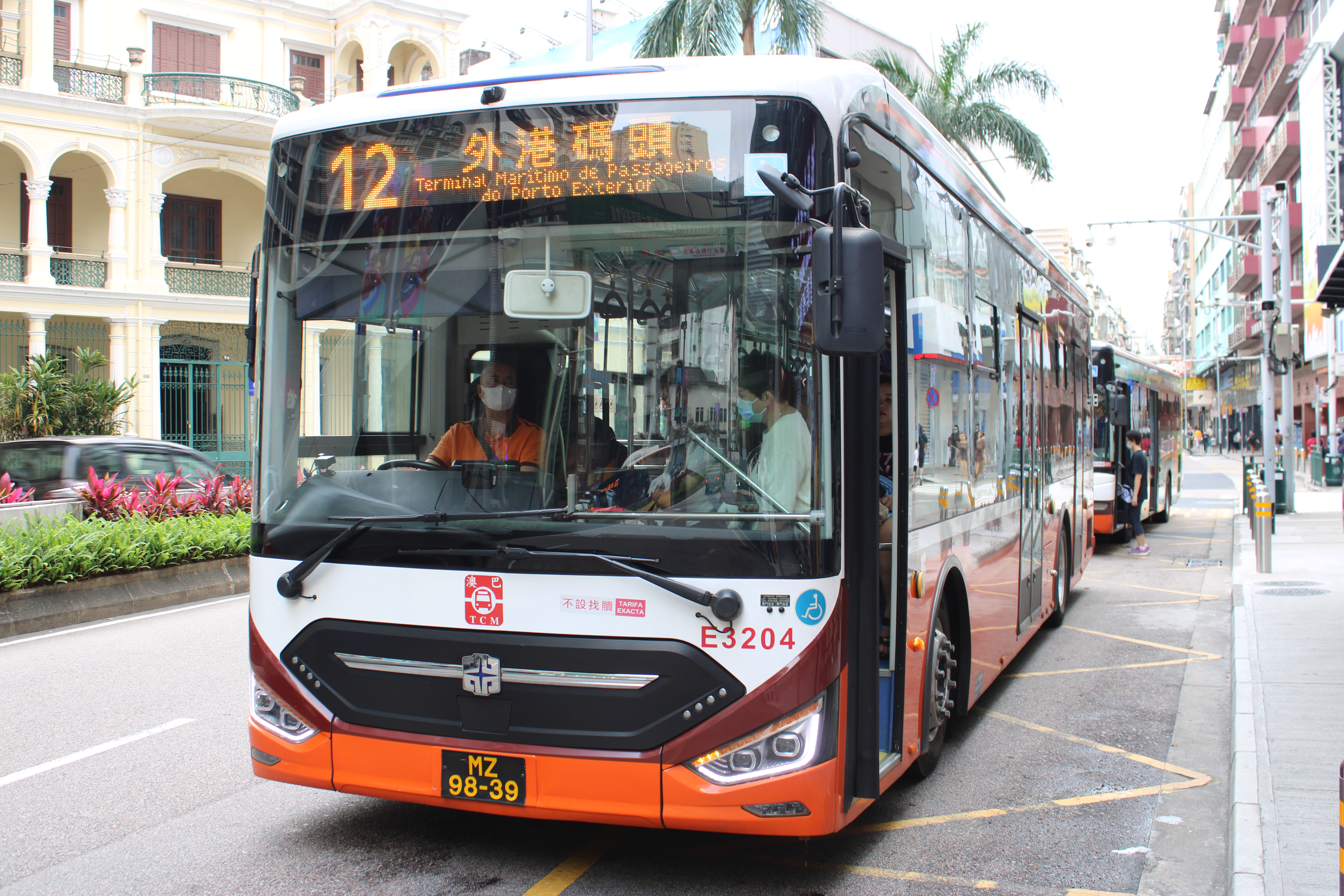
中通LCK6113SHEVG
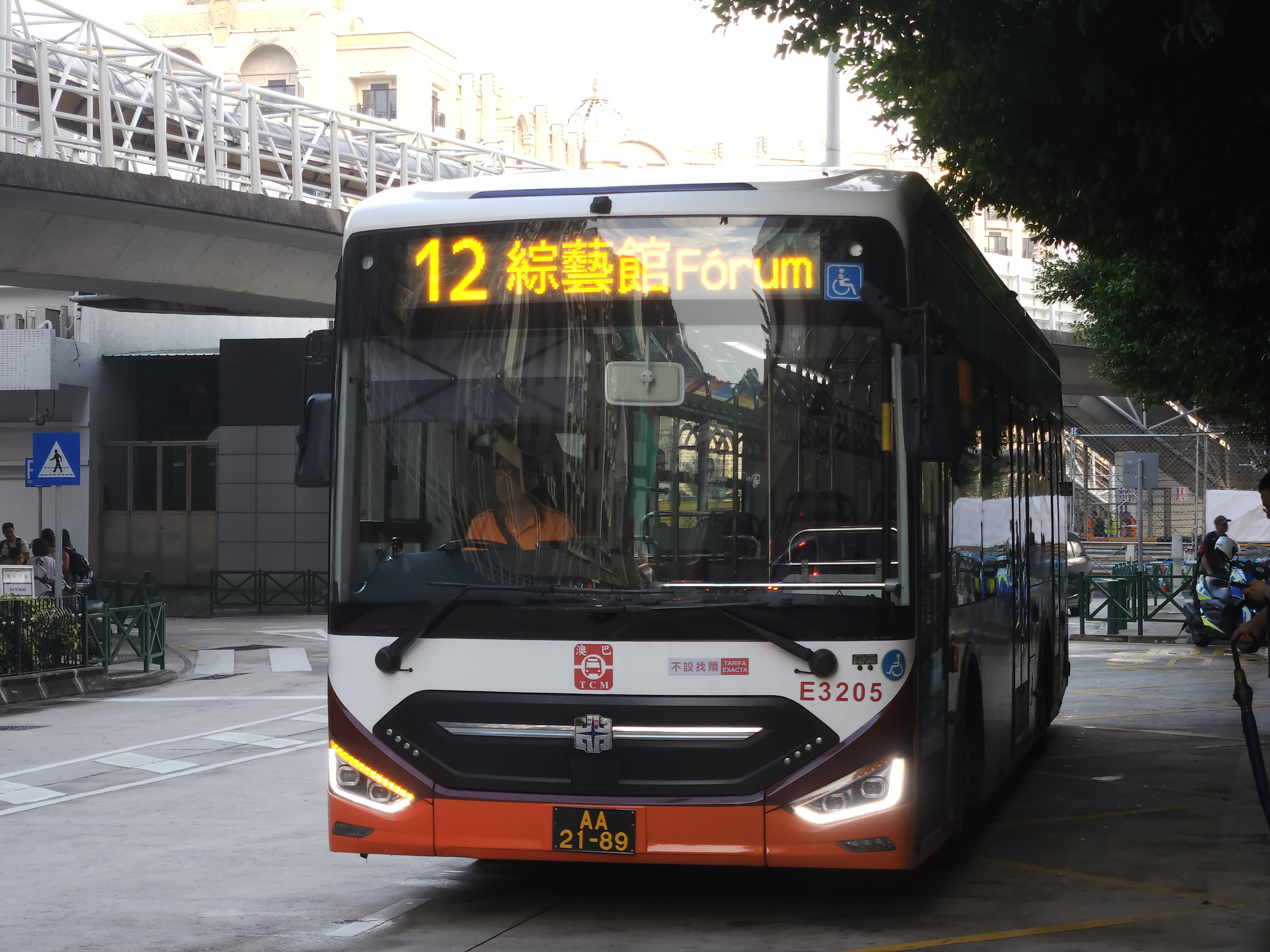
中通LCK6113SHEVG
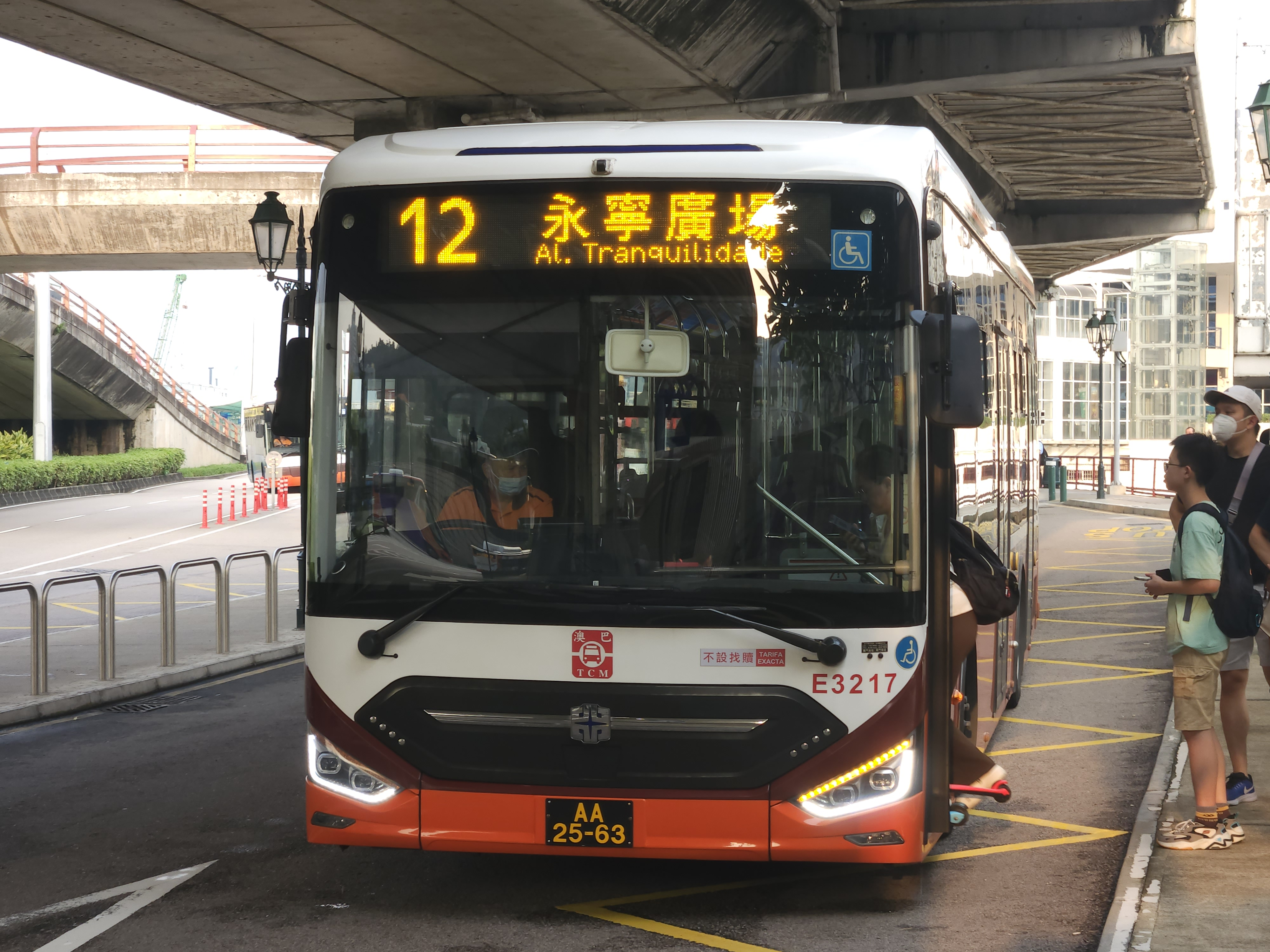
中通LCK6113SHEVG
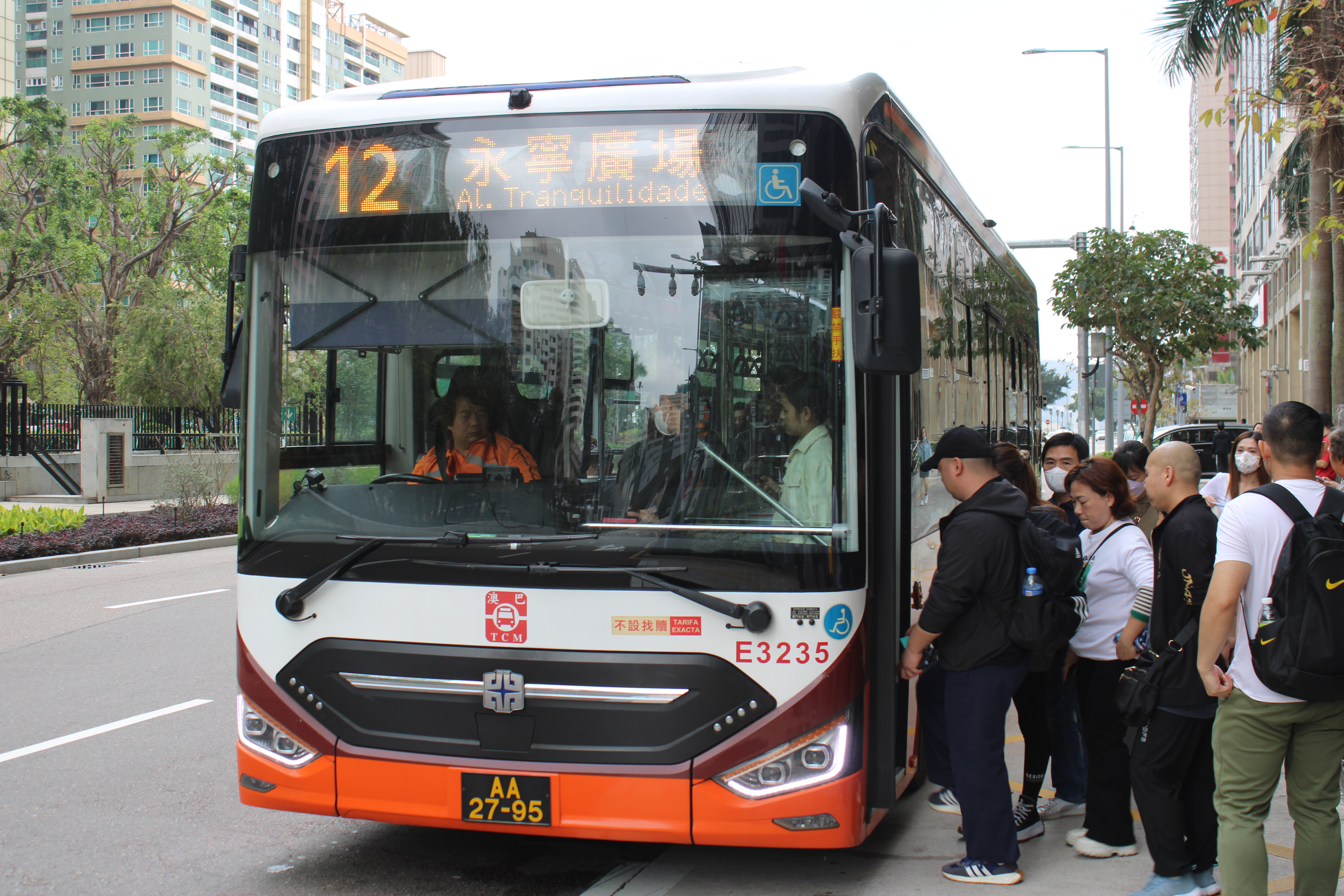
中通LCK6113SHEVG
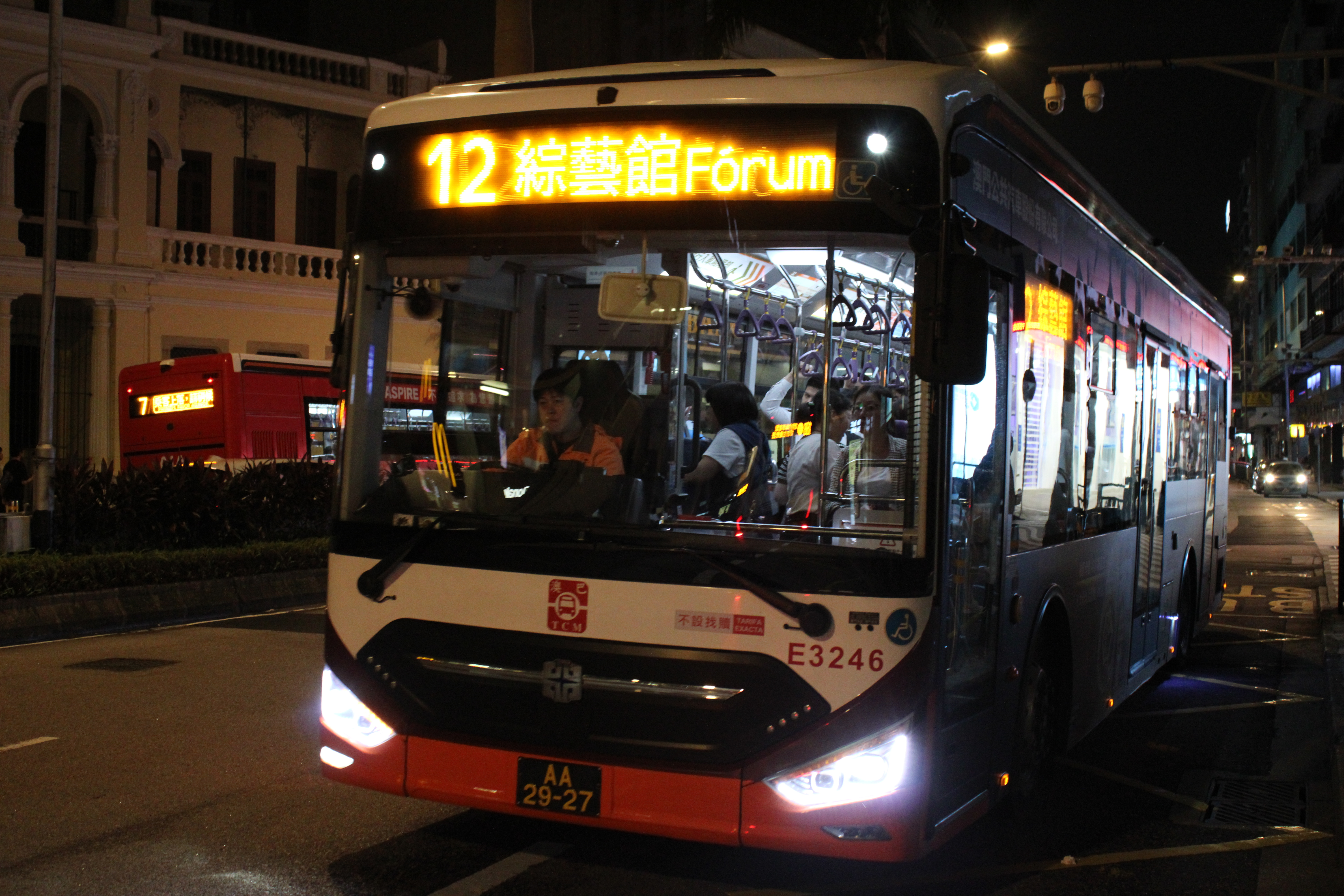
中通LCK6113SHEVG
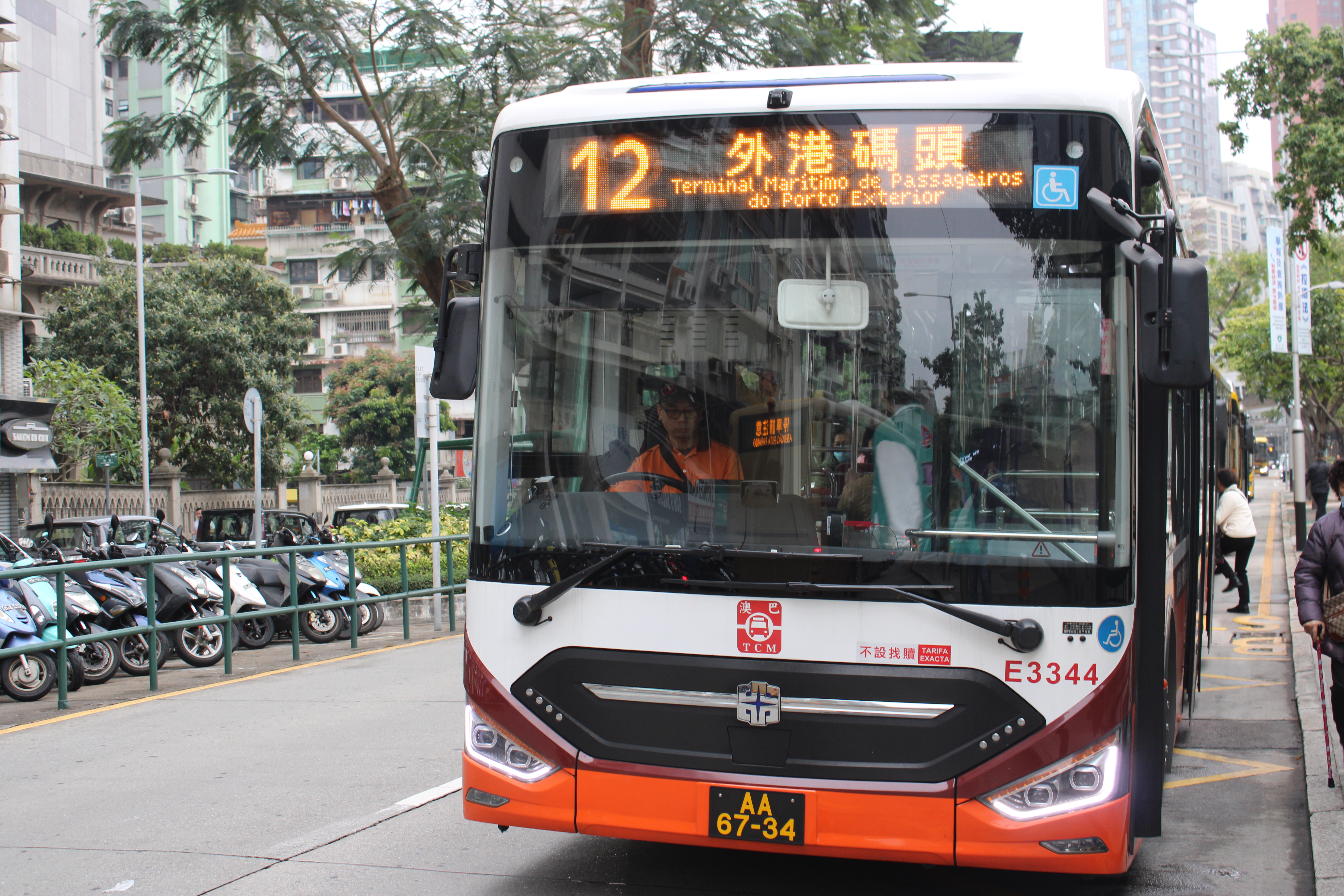
中通LCK6113SHEVG
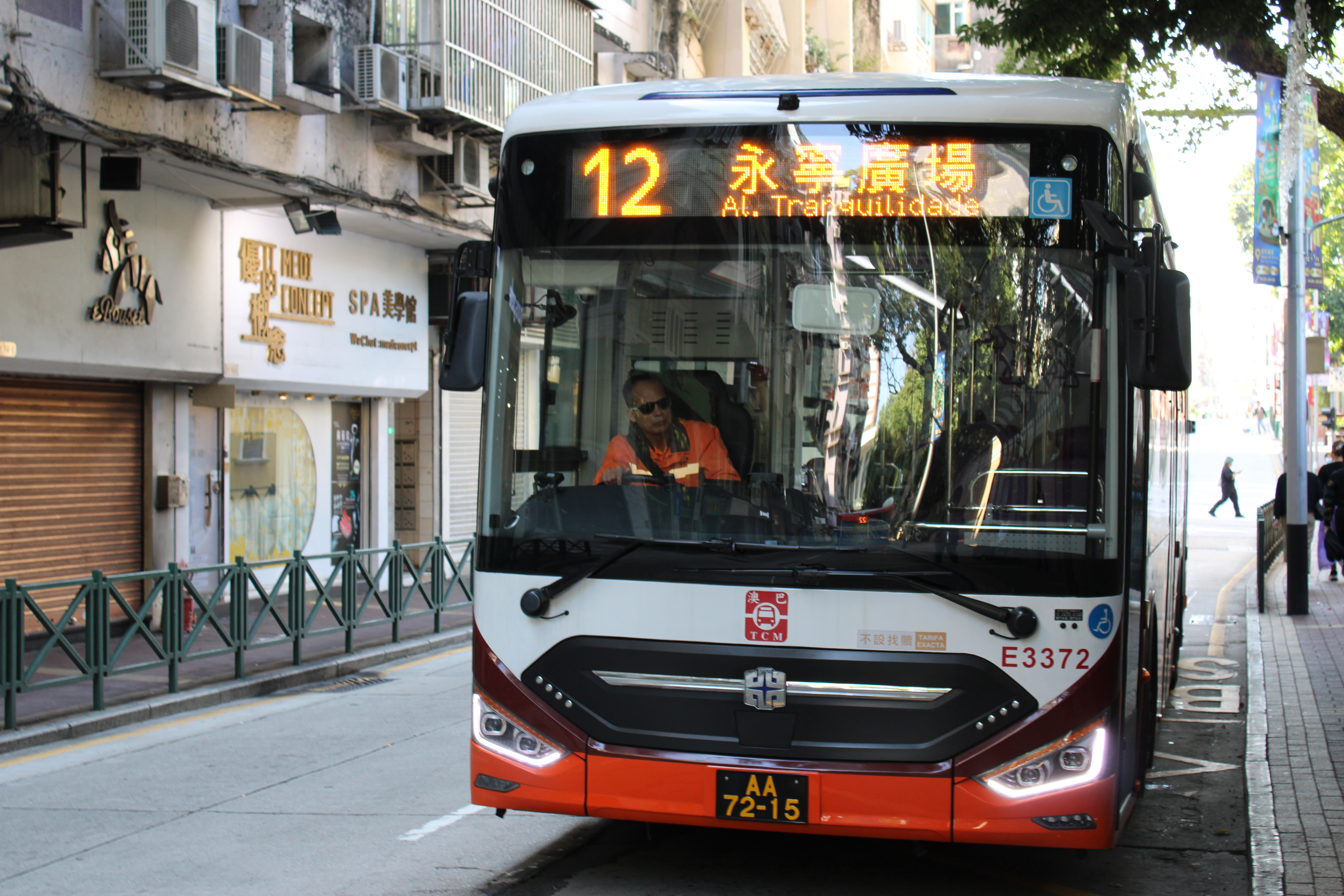
中通LCK6113SHEVG

## 外部連結
- （繁體中文）澳門公共汽車有限公司官方網站 （页面存档备份，存于）